# Mariano Gómez González
Mariano Gómez González, né à Huércal-Overa (Almería, Espagne) en 1883 et mort à Buenos Aires (Argentine) en 1951, est un juriste d'idéologie républicaine et aux profondes convictions religieuses chrétiennes, qui fut président du Tribunal suprême espagnol vers le début de la guerre civile.